# Vladislav Radimov
Vladislav Nikolayevich Radimov - em russo, Владислав Николаевич Радимов (Leningrado - atual São Petersburgo - , 26 de novembro de 1975) é um ex-futebolista e treinador de futebol russo que atuava como meio-campista. É atualmente técnico do Zenit-2 São Petersburgo.

## Carreira

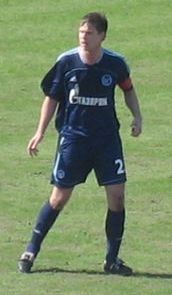
Vladislav Radimov atuando em uma partida pelo Zenit.

Em clubes, Radimov destacou-se no Zenit, onde jogou durante 5 anos (2003 a 2008), tendo feito parte do elenco campeão da Copa da UEFA de 2007–08, sendo o capitão da agremiação durante algum tempo. Ele, que atuou também por Smena-Saturn, CSKA-2 Moscou, CSKA Moscou, Zaragoza, Dínamo de Moscou (por empréstimo), Levski Sófia (3 partidas em 2001) e Krylya Sovetov Samara, venceu a única edição na história da Copa da Liga (2003), um Campeonato Russo (em 2007) e a Supercopa da UEFA, vencida sobre o Manchester United, entrando no final do jogo para atuar como volante. Esta foi também a última partida oficial na carreira de Radimov, que encerraria sua carreira aos 32 anos - a Supercopa foi também o jogo de despedida do ucraniano Oleksandr Horshkov.

## Seleção Russa
Radimov também jogou pela Seleção Russa, entre 1994 e 2006, com 33 partidas disputadas e três gols. Vestindo a camisa 19, fez parte do elenco que disputou a Eurocopa de 1996 (jogou as três partidas), e era cotado para disputar a Copa de 2002, graças às suas boas atuações com a camisa do Krylia Sovetov, onde inclusive chegou a usar a braçadeira de capitão em algumas partidas. Entretanto, não foi lembrado por Oleg Romantsev, que convocou o então jovem Ruslan Pimenov em seu lugar, herdando a camisa 19. O meia ficou 5 anos fora das convocações da Rússia (1998 a 2003)
Sua última competição pela Rússia foi também uma Eurocopa: a de Eurocopa de 2004, realizada em Portugal. Esteve em 2 partidas, mas não evitou nova eliminação de sua equipe, novamente na primeira fase. Permaneceu sendo convocado até 2006, quando deixou a seleção.

## Pós-aposentadoria

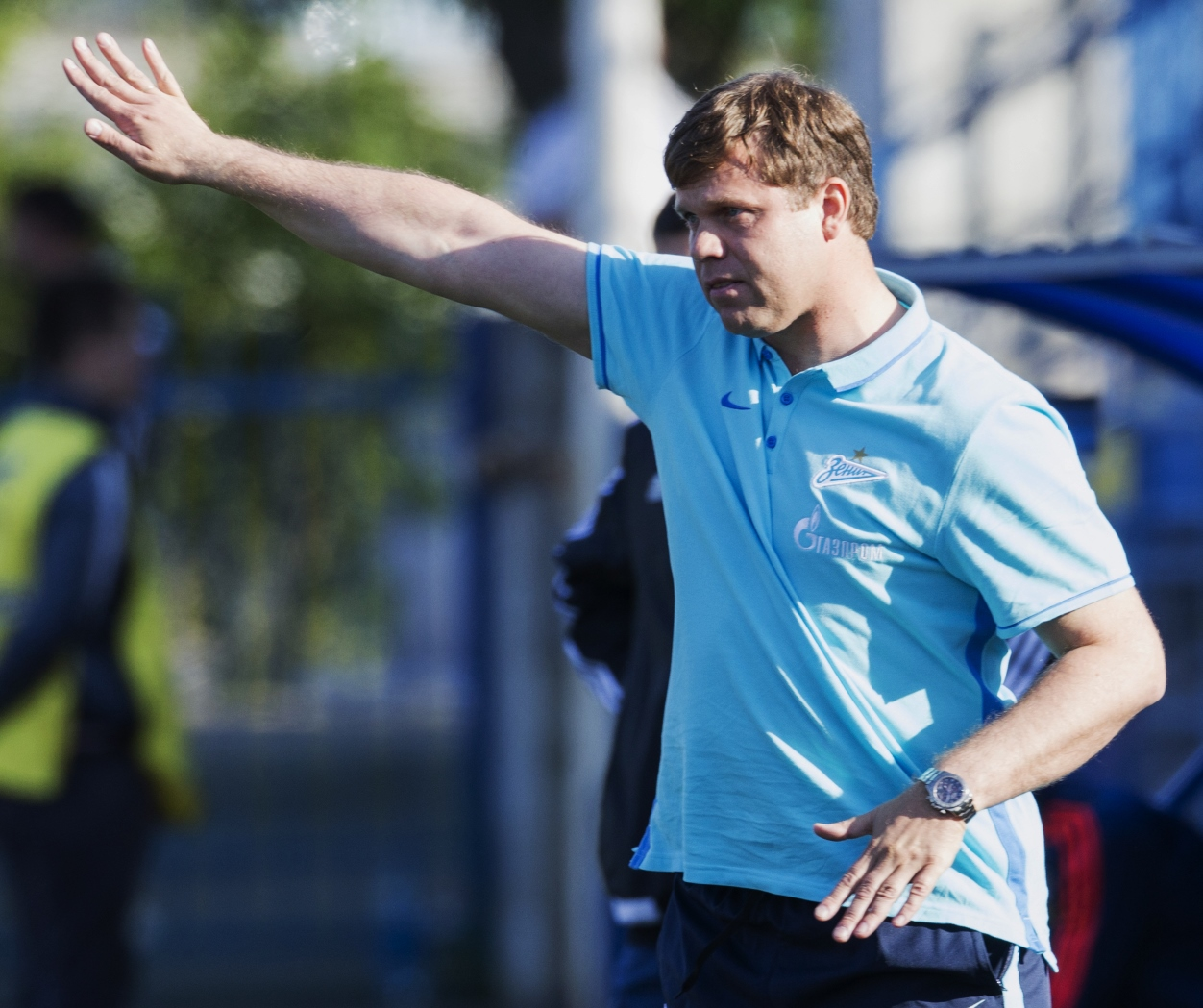
Radimov durante um treino do Zenit-2, em 2015.

Após um período de 2 anos como diretor-esportivo do Zenit, Radimov estreou como técnico em 2011, como auxiliar-técnico do Zenit, e entre 2014 e 2017 foi o treinador da equipe B, cargo que voltaria a exercer em 2018.

## Vida pessoal
Desde 2005, Radi é casado com Tatiana Bulanova, uma das cantoras mais populares da Rússia.

## Títulos
Zenit São Petersburgo
- Copa da Liga Russa: 2003
- Campeonato Russo: 2007
- Copa da UEFA: 2007–08
- Supercopa da UEFA: 2008

Levski Sófia
- Liga Profissional Búlgara de Futebol A: 2000–01

Zaragoza
- Copa del Rey: 2000–01